# 인텔 80188
인텔 80188 마이크로프로세서는 저가의 8비트 주변기기 연결을 위해 인텔 80186의 16비트 데이터 버스를 8비트로 줄인 버전이다. 16비트 레지스터와 1 메가바이트 주소 영역은 동일하지만 초당 백만 명령어를 처리할 수 있는 성능을 보여준다.

## 설명

### 기능 및 성능
80188 시리즈는 일반적으로 외부 메모리가 있는 마이크로 컨트롤러로서 임베디드 시스템 용으로 설계되었다. 따라서 필요한 칩 수를 줄이기 위해 클록 생성기, 인터럽트 컨트롤러, 타이머, 대기 상태 생성기, DMA 채널 및 외부 칩 선택 선(line)과 같은 기능을 포함하였다. N80188은 8087 수치 보조 프로세서와 호환되었지만 80C188은 호환되지 않았다. ESC 제어 코드가 통합되지 않았다. 80188의 초기 클록 속도는 6MHz였지만, 특히 주소 계산과 같은 마이크로 코드를 위해 사용할 수 있는 하드웨어가 더 많아서 많은 개별 명령어는 동일한 클록 주파수에서 8086보다 더 빠르게 실행되었다. 예를 들어, 공통 레지스터 + 즉시 주소 지정 모드는 특히 메모리 위치가 피연산자 중 하나와 대상인 경우 8086보다 훨씬 빠르다. 곱셈과 나눗셈도 원래의 8086보다 몇 배나 빨라졌으며 다중-비트 시프트는 8086보다 거의 4배 빠르게 수행하였다.

### 제품 수명 종료
수백 가지의 다른 프로세서 모델과 함께 인텔은 약 24년의 수명 끝에 2006년 3월 30일에 80188 프로세서를 중단했다.

## 같이 보기
- 인텔 80186